# Equazione diofantea
In matematica, un'equazione diofantea (chiamata anche equazione diofantina) è un'equazione in una o più incognite con coefficienti interi di cui si ricercano le soluzioni intere. L'aggettivo diofanteo si riferisce al matematico greco del III secolo Diofanto di Alessandria, che studiò equazioni di questo tipo e fu uno dei primi matematici a introdurre il simbolismo nell'algebra.

## Elementi di base
Un nome tradizionale dato allo studio di tali equazioni è analisi diofantea, che cerca di dare una risposta alle seguenti domande:
- se esistano soluzioni;
- se esistano soluzioni oltre quelle più facilmente reperibili (cioè per ispezione diretta);
- se esista un numero finito oppure infinito di soluzioni;
- se sia possibile, anche a livello teorico, individuare un elenco di tutte le soluzioni;
- se sia possibile calcolare in pratica tutte le soluzioni in maniera diretta.

Il campo dell'approssimazione diofantea si occupa invece delle disuguaglianze diofantee: si suppone ancora che le variabili siano intere, ma alcuni coefficienti possono essere numeri irrazionali, e il segno di uguaglianza viene sostituito da limiti inferiori e superiori.

## Storia
Le prime notizie di problemi diofantei si trovano in India, a partire dall'800 a.C. fino al Medioevo. Tra i primi matematici di cui abbiamo notizia che abbiano affrontato problemi di questo tipo vi sono Baudhāyana e Apastamba; quest'ultimo giunse a cercare soluzioni di equazioni con cinque incognite. Nell'Aryabhatiya di Aryabhata, scritto attorno al 500 d.C., compare un algoritmo per risolvere l'equazione diofantea lineare {\displaystyle ax+by=c}. Brahmagupta, nel VII secolo, investigò alcuni casi dell'equazione {\displaystyle x^{2}-ny^{2}=1}, che più tardi divenne nota come equazione di Pell.
Nel III secolo un gran numero di problemi di questo tipo compaiono nell'Arithmetica di Diofanto, tutti di secondo o di terzo grado. Diofanto applica però i suoi metodi solamente ad equazioni particolari, senza sviluppare una teoria generale.
La sua opera venne riscoperta da Pierre de Fermat nel Seicento; studiando l'opera di Diofanto, egli compì una serie di altre scoperte, per la maggior parte appuntate (senza dimostrazione) sui margini della sua copia dell'Arithmetica. Le sue osservazioni vennero in seguito pubblicate dal figlio. Tra queste vi era l'enunciato di quello che sarebbe diventato noto come "ultimo teorema di Fermat", ovvero che l'equazione {\displaystyle x^{n}+y^{n}=z^{n}}  non ha soluzioni per {\displaystyle n>2}; tale congettura è stata dimostrata solamente nel 1994.
Nel 1900, il decimo dei ventitré problemi che David Hilbert propose ai matematici del nuovo secolo riguardava l'esistenza di un algoritmo generale per la soluzione di un'equazione diofantea arbitraria. Nel 1970 Yuri Matiyasevich dimostrò che tale algoritmo non esiste, mostrando che gli insiemi diofantei sono precisamente gli insiemi ricorsivamente enumerabili.
Recentemente, il punto di vista della geometria diofantea, che consiste nell'applicazione delle tecniche della geometria algebrica a questo campo, ha continuato ad ampliarsi; dato che trattare le equazioni arbitrarie è un vicolo cieco, l'attenzione si rivolge alle equazioni che hanno anche un significato geometrico. Uno dei pochi metodi generali è costituito dal principio di Hasse. La discesa infinita, escogitata da Fermat, è il metodo tradizionale, e fu adottato ampiamente per molto tempo.

## Esempi
Le equazioni diofantee di primo grado (lineari) sono oggi ben capite; l'esempio base è la cosiddetta identità di Bézout, ovvero l'equazione {\displaystyle ax+by=1}, che ha soluzioni se e solo se il massimo comun divisore di {\displaystyle a} e {\displaystyle b} è {\displaystyle 1}.
Un esempio di equazione diofantea quadratica è la cosiddetta equazione di Pell, che prende il nome dal matematico inglese John Pell. Fu studiata dapprima da Brahmagupta e in seguito da Fermat.
L'equazione {\displaystyle x^{n}+y^{n}=z^{n}}, dove {\displaystyle n} è un parametro, ha infinite soluzioni per {\displaystyle n=2} (le cosiddette terne pitagoriche), mentre non ne ha nessuna per {\displaystyle n>2}, come dimostrato da Andrew Wiles nel 1994 (ultimo teorema di Fermat).
Se poi alcune variabili compaiono come esponenti, l'equazione diofantea è detta esponenziale. Un esempio di equazione di questo tipo è
{\displaystyle x^{a}-y^{b}=1}
la cui unica soluzione è data da {\displaystyle x=b=3}, {\displaystyle y=a=2}, come congetturato da Eugène Charles Catalan nel 1844 e dimostrato da Preda Mihăilescu nel 2002.